# Azerbejdżan na Letnich Igrzyskach Paraolimpijskich 2012
Azerbejdżan na Letnich Igrzyskach Paraolimpijskich 2012 w Londynie reprezentowało 21 zawodników w 6 dyscyplinach.
Niepełnosprawni sportowcy z Azerbejdżanu zdobyli na tych igrzyskach rekordową liczbę 12 medali. Najlepiej spisała się pływaczka Natali Pronina, która zdobyła aż pięć medali.

## Zdobyte medale
| Medal  | Zawodnik                                                 | Dyscyplina    | Konkurencja                            |
| ------ | -------------------------------------------------------- | ------------- | -------------------------------------- |
| Złoto  | Ramin Ibrahimov                                          | Judo          | do 60 kg                               |
| Złoto  | Afag Sultanova                                           | Judo          | do 57 kg (kobiety)                     |
| Złoto  | Oleg Panyutin                                            | Lekkoatletyka | trójskok F12                           |
| Złoto  | Natali Pronina                                           | Pływanie      | 100 m stylem klasycznym SB12 (kobiety) |
| Srebro | Vladimir Zayets                                          | Lekkoatletyka | trójskok F12                           |
| Srebro | Natali Pronina                                           | Pływanie      | 50 m stylem dowolnym S12 (kobiety)     |
| Srebro | Natali Pronina                                           | Pływanie      | 100 m stylem dowolnym S12 (kobiety)    |
| Srebro | Natali Pronina                                           | Pływanie      | 100 m stylem grzbietowym S12 (kobiety) |
| Srebro | Natali Pronina                                           | Pływanie      | 200 m stylem zmiennym SM12 (kobiety)   |
| Brąz   | Ilham Zakiyev                                            | Judo          | powyżej 100 kg                         |
| Brąz   | Huseyn Hasanov                                           | Lekkoatletyka | skok w dal F46                         |
| Brąz   | Elchin Muradov Rza Osmanov Oleg Panyutin Vladimir Zayets | Lekkoatletyka | sztafeta 4×100 m T11-T13               |

## Wyniki

### Judo
Mężczyźni
- Ramin Ibrahimov – do 60 kg (1. miejsce)
- Tofiq Mammadov – do 90 kg (odpadł w 1/8 finału)
- Bayram Mustafayev – do 66 kg (porażka w 1/4 finału, odpadł w repasażach)
- Rovshan Safarov – do 81 kg (odpadł w 1/8 finału)
- Karim Sardarov – do 100 kg (odpadł w 1/8 finału)
- Ilham Zakiyev – powyżej 100 kg (3. miejsce)

Kobiety
- Afag Sultanova – do 57 kg (1. miejsce)

### Lekkotletyka
Mężczyźni
- Huseyn Hasanov
  - skok w dal F46 (3. miejsce)
  - trójskok F46 (4. miejsce)
- Elchin Muradov
  - bieg na 100 metrów T11 (odpadł w eliminacjach)
  - bieg na 200 metrów T11 (odpadł w półfinale)
  - sztafeta 4×100 metrów T11-13 (3. miejsce)
- Olokhan Musayev
  - rzut dyskiem F54-56 (4. miejsce)
  - pchnięcie kulą F54-56 (9. miejsce)
- Samir Nabiyev – rzut dyskiem F57/58 (5. miejsce)
- Rza Osmanov
  - bieg na 200 metrów T12 (odpadł w półfinale)
  - bieg na 400 metrów T12 (odpadł w półfinale)
  - sztafeta 4×100 metrów T11-13 (3. miejsce)
- Oleg Panyutin
  - trójskok F12 (1. miejsce)
  - sztafeta 4×100 metrów T11-13 (3. miejsce)
- Vladimir Zayets
  - trójskok F12 (2. miejsce)
  - sztafeta 4×100 metrów T11-13 (3. miejsce)

Kobiety
- Madinat Abdullayeva
  - rzut dyskiem F57/58 (14. miejsce)
  - pchnięcie kulą F57/58 (nie zaliczyła żadnej mierzonej próby)

### Łucznictwo
Kobiety
- Zinyat Valiyeva – kategoria W1/W2 (odpadła w 1/16 finału)

### Pływanie
Kobiety
- Natali Pronina
  - 50 m stylem dowolnym S12 (2. miejsce)
  - 100 m stylem dowolnym S12 (2. miejsce)
  - 400 m stylem dowolnym S12 (5. miejsce)
  - 100 m stylem grzbietowym S12 (2. miejsce)
  - 100 m stylem klasycznym SB12 (1. miejsce)
  - 200 m stylem zmiennym SM12 (2. miejsce)

### Podnoszenie ciężarów
Mężczyźni
- Elshan Huseynov – do 100 kg (4. miejsce)
- Maharram Aliyev – powyżej 100 kg (5. miejsce)

### Strzelectwo
Mężczyźni
- Akbar Muradov
  - pistolet pneumatyczny, 10 m, SH1 (21. miejsce)
  - pistolet sportowy, 25 m, SH1 (16. miejsce)[a]
  - pistolet dowolny, 50 m, SH1 (18. miejsce)[a]

Kobiety
- Yelena Taranova
  - pistolet pneumatyczny, 10 m, SH1 (7. miejsce)
  - pistolet dowolny, 50 m, SH1 (20. miejsce)[a]